# 문인위
문인위(文仁渭: ?~1019년 4월 11일(음력 3월 4일))는 고려의 문신이다. 본관은 장연이다.

## 이력
강조의 정변 때 김치양에 연루되어 처형당하거나 유배를 간 다른 궁료들과는 달리 그는 강조의 비호로 무사할 수 있었다.
그 뒤 1009년(현종 즉위년)에는 공부상서,, 1011년(현종 2년) 8월에는 우복야(右僕射), 같은 해 12월에는 참지정사(參知政事)에 임명되었다. 1019년(현종 10년)에 사망했다.

## 참고 자료
- 《고려사》